# Mervyn Haisman
Mervyn Oliver Haisman (Londres, 15 de marzo de 1928 – Valencia, 29 de octubre de 2010) fue un guionista y escritor británico.

## Biografía
Su primer trabajo en televisión fue el guion de un episodio de Dr. Finlay's Casebook en 1967 llamado The Forgotten Enemy. Casi al mismo tiempo formó una sociedad con Henry Lincoln, y juntos fueron los autores de tres historias de Doctor Who de la década de 1960 durante los años de Patrick Troughton: The Abominable Snowmen, The Web of Fear y The Dominators. Este último fue su última contribución al programa y, después de desacuerdos con la oficina de producción, fue cortado por un episodio y acreditado con el seudónimo de Norman Ashby. Haisman y Lincoln también trabajaron en episodios de Emergency Ward 10, pero su colaboración acabaría a mediados de los 70.
Haisman también trabajó en otros programas de televisión  como The Onedin Line, Howards' Way, Swallows and Amazons Forever! y la película de terror Curse of the Crimson Altar (1968). Mervyn proporcionó el guion de la popular serie de la BBC [Jane (tira cómica)| Jane]] (1982), protagonizada por Glynis Barber como la tira cómica de guerra pin up. También escribiría la segunda serie "Jane in the Desert" (1984). El éxito de la serie de televisión llevó a Haisman a escribir para la película Jane and the Lost City (1987), esta vez con Kirsten Hughes en el papel principal.